# Bokajfelfalu
Bokajfelfalu (románul: Ceru-Băcăinți), település Romániában, Erdélyben, Fehér megyében, az azonos nevű község központja.

## Fekvése
Szászvárostól és Algyógytól északkeletre, a Maros egyik mellékvize mellett, Bokajalfalu északi szomszédjában fekvő település.

## Története
A település nevét Bakay alakban 1263-ban említette először oklevél. Magyar neve 1587-ig Bakaj volt. A mai
Bakajfelfalu nevet 1888-ban Felfalu-Bokaj néven említette először oklevél.
1874-ig Egy falu volt Bokaj néven, amelyből ez évben kivált Bokajfelfalu, melynek Legnagyobb birtokosai 1909-ben Zsakó István, Ioan Mihu, Imbres József és Florea Hurdubar voltak.
1913-ban Bokajfelfalunéven említette oklevél.
1910-ben 572 lakosából 9 magyar, 560 román volt. Ebből 560 görögkeleti ortodox, 12 izraelita volt.
A trianoni békeszerződés előtt Hunyad vármegye Algyógyi járásához tartozott.

## Források

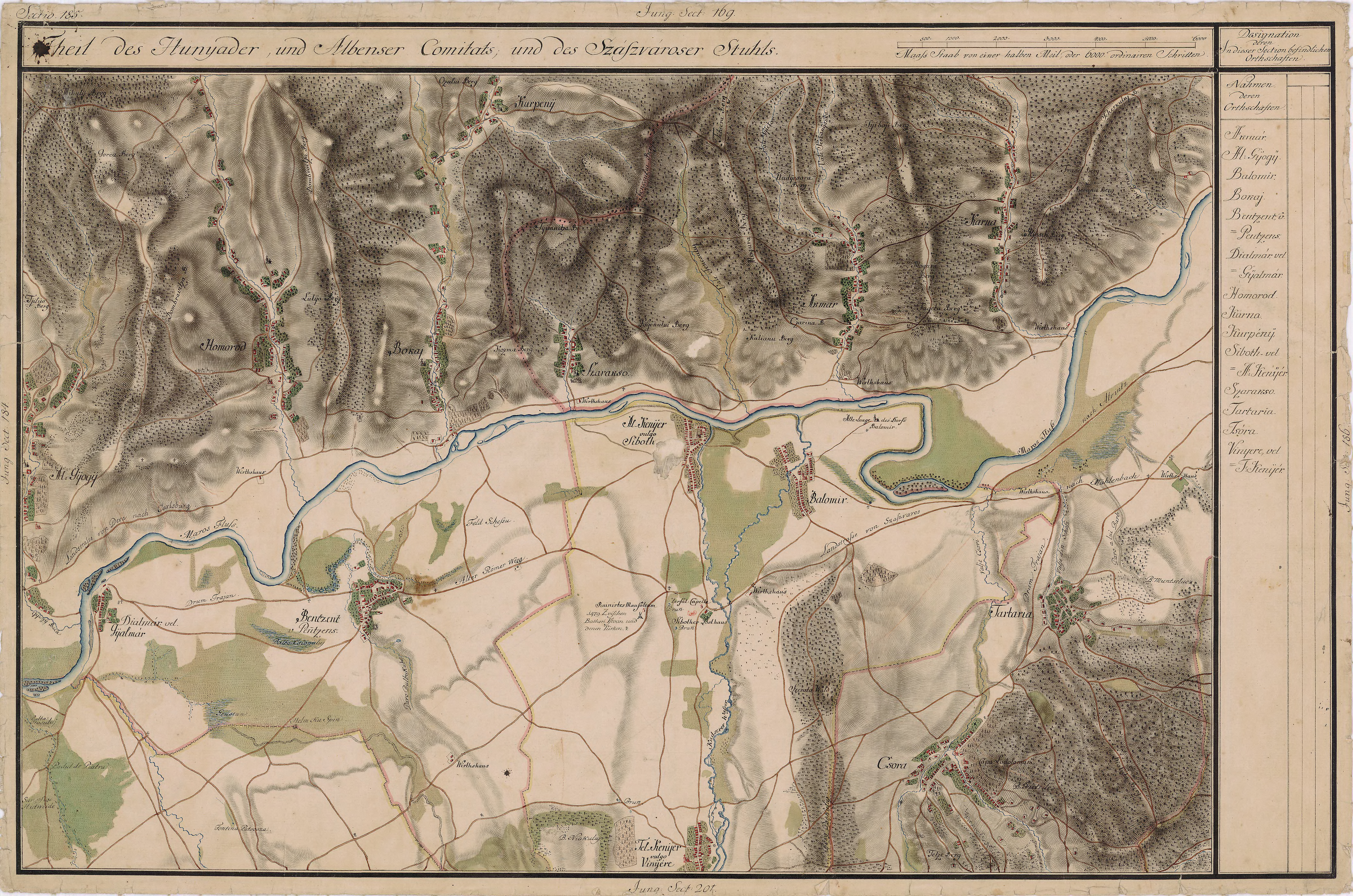
Bokaj egy 1700-as évekből való térképen